# Pedro Adigue Jr.
Pedro Adigue Jr. est un boxeur philippin né le 22 décembre 1943 à Palanas et mort le 20 novembre 2003 à Manille.

## Carrière
Passé professionnel en 1962, il devient champion d'Asie des poids légers OPBF en 1966 puis remporte le titre vacant de champion du monde des poids super-légers WBC le 14 décembre 1968 après sa victoire aux points contre Adolph Pruitt. Battu dès la première défense de sa ceinture par Bruno Arcari le 31 janvier 1970, il devient champion OPBF des super-légers en 1973 puis met un terme à sa carrière en 1977 sur un bilan de 36 victoires, 21 défaites et 7 matchs nuls.